# 魚麵
魚麵，是一種以魚肉為主要成份的麵條。以魚肉中的肌動蛋白部分或全部取代麵筋蛋白膠結而成。
多以海鰻、鮸仔魚、狗母魚、黃魚等海魚攪打成魚漿，可添加地瓜粉、樹薯粉混合成麵。再將麵糰擀成薄片後切條，經由日曬風乾製成。

## 歷史
清代浙江人、閩人已懂得製作鰻麵、八珍麵食用。

## 各地的魚麵

### 中国
- 敲魚麵（浙江）

將魚蓉刮下壓成肉餅，撒上番薯粉後，以木槌均勻敲平敲薄製成。
- 惠來魚麵（潮汕）

將魚肉反覆剁細，揉製，直到產生筋性。再擀平製成。
- 唧唧魚麵（香港）

將魚麵麵糊裝於擠花袋中，受力擠出後落入沸水中凝固成型的麵食。

### 台灣
- 鱈魚香絲

將冷凍魚漿添加品質改良劑與澱粉以延壓成片狀，再以輸送帶經過連續式烘箱烘烤至發泡後，切絲調味製成如麵條狀的零嘴。

### 日本
- 魚烏龍（日语：魚うどん）（宮崎縣）

二戰末期期間由於穀物糧食供給吃緊，日南市油津港地區居民以魚肉混入小麥粉製成的烏龍麵代用品。

## 外部連結
- BB健康食譜：自製南瓜魚麵 （页面存档备份，存于）